# Traité de Vienne (1866)
Pour les articles homonymes, voir Traité de Vienne.
- En rose, la frontière du traité de Vienne de 1866

Le territoire cédé (bleu foncé) à la France par l'Autriche (vert) par les termes du traité, qui sera incorporé à l'Italie à la suite d'un plébiscite.

Le traité de Vienne du 3 octobre 1866 est signé par l'Italie et l'Autriche et met fin à la troisième guerre d'Indépendance italienne. 
Le traité est signé par le général italien Luigi Federico Menabrea et son homologue autrichien Emmanuel Félix de Wimpffen, et entérine les termes de l'Armistice de Cormons du 12 août 1866. La Vénétie est cédée par l'Autriche à la France, qui la rétrocède à l'Italie après le consentement de la population au travers d'un plébiscite, l'Autriche ayant refusé de remettre directement la Vénétie à l'Italie parce qu'elle estime avoir vaincu : c'est sa défaite face à la Prusse qui la conduit à mettre fin à la guerre. Cela représentait la réunification de l'ancien royaume de Lombardie-Vénétie, puisque la moitié lombarde avait déjà été cédée au royaume de Sardaigne par le traité de Zurich de 1859. Le traité a obligé le gouvernement autrichien à reconnaître la souveraineté du nouveau royaume italien. Ceci, couplé à la défaite face à la Prusse, a fait apparaître le déclin de la monarchie des Habsbourg en tant que puissance dominante et l'émergence de l'Italie en tant que grande puissance de l'Europe.

## Contexte

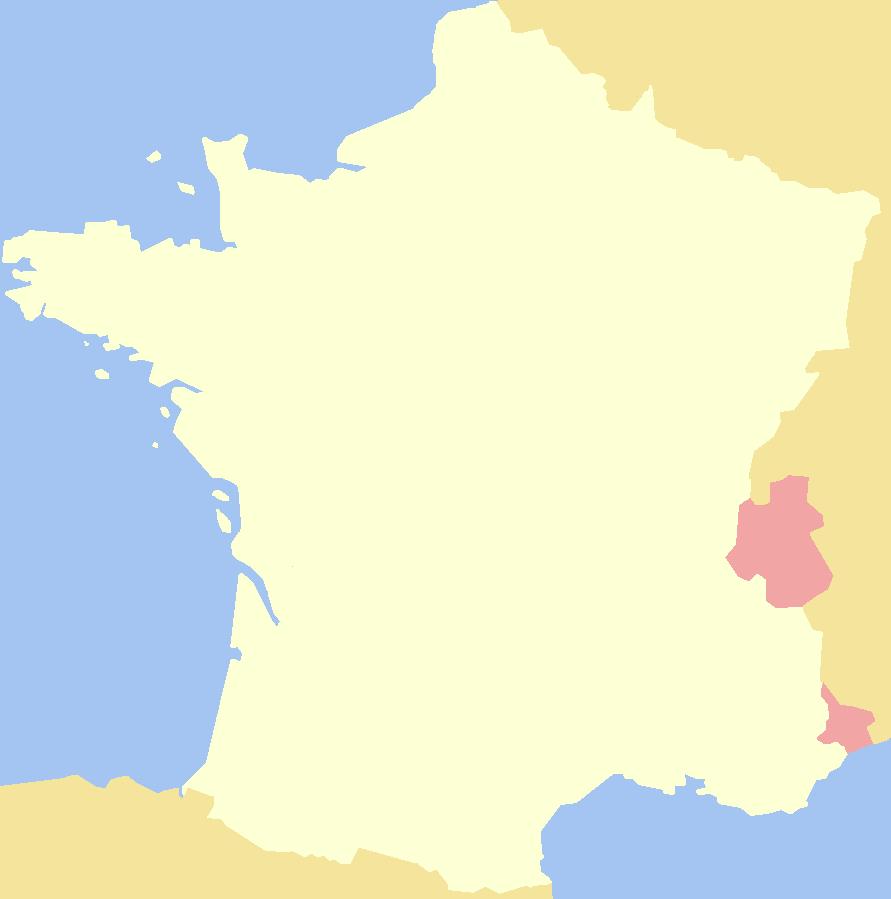
Nice et la Savoie (rose), cédées à la France par le Piémont;

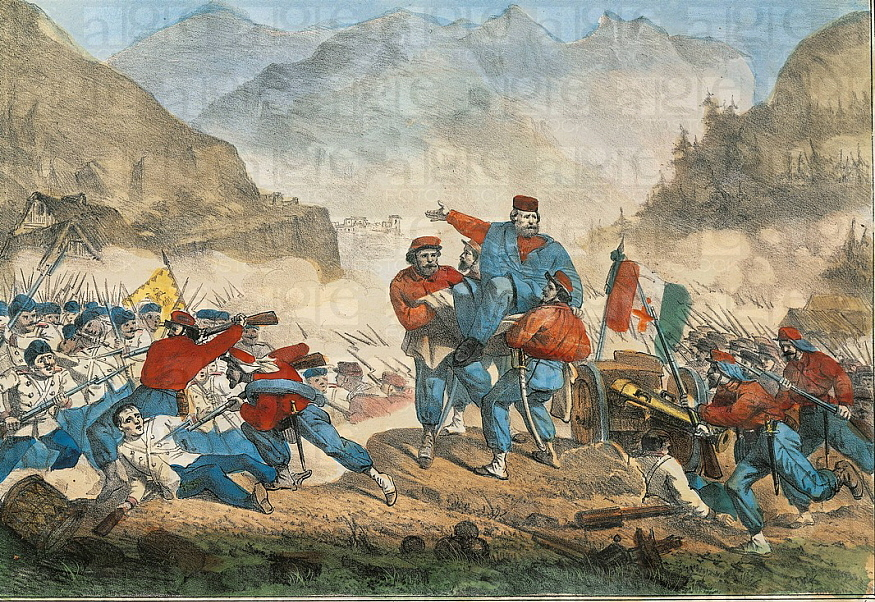
Giuseppe Garibaldi menant les troupes italiennes à la bataille de Bezzecca dans le Trentin.

Depuis 1848, les sociétés nationalistes italiennes et le royaume de Piémont-Sardaigne essayaient d'unifier les États italiens post-napoléoniens en une seule nation italienne. Le principal obstacle à l'unification italienne était la monarchie des Habsbourg, qui contrôlait directement ou indirectement une grande partie de l'Italie et faisait son possible pour maintenir l'Italie divisée. Pour vaincre la puissance militaire autrichienne, le Piémont (puis l'Italie à partir de 1861) devait compter sur l'intervention étrangère d'autres nations européennes. À cet effet, le Premier ministre piémontais, Camillo Cavour, noua une alliance avec la France, acceptant de remettre les provinces francophones de Savoie et de Nice à la France en échange d'un soutien militaire contre l'Autriche. Ce soutien serait vital pour le succès italien dans la Seconde Guerre d'unification italienne, qui conduisit les Autrichiens à céder la Lombardie au Piémont.
À la mi-juin 1866, la guerre éclata entre l'Autriche et la Prusse à propos de l'administration du Schleswig et du Holstein et de l'avenir de la Confédération allemande. L'Italie a profité de la situation en se rangeant du côté de la Prusse dans le conflit, déclarant la guerre à l'Autriche le 20 juin 1866. Le gouvernement italien espérait que la campagne austro-prussienne en cours permettrait à ses armées de flanquer les forces autrichiennes, s'emparant de Venise, du Frioul, du Trentin et de Trieste avec peu de difficultés. Les forces autrichiennes ont vaincu l'armée italienne à la bataille de Custozza et la marine italienne à la bataille de Lissa ; cependant, entre-temps, les volontaires de Giuseppe Garibaldi avaient avancé en direction de Trente lors de l'invasion du Trentin, remportant la bataille de Bezzecca. Plus tard, les Habsbourg ont été contraints de chercher un armistice avec l'Italie en raison de l'effondrement de leurs armées du nord à la suite de la décisive bataille de Sadowa et à la rapide avance prussienne en Bohême et vers Vienne. Le 12 août, un armistice est signé par l'Autriche et l'Italie à Cormons mettant fin aux combats.

## Dispositions du traité
Bien que l'Italie ait été du côté des vainqueurs, ses faibles performances militaires l'ont laissée dans une faible position à la table des négociations. En conséquence, l'Autriche n'a accepté de céder que les terres de l'ancienne république de Venise, ce qui excluait les régions italophones de Gorizia et Trieste. En outre, l'Autriche a refusé de donner ces terres directement à l'Italie, la cédant à la France, qui l'a ensuite offerte à l'Italie, remplissant enfin ses obligations envers l'Italie qui lui avait cédé la Savoie et Nice. Les Italiens vécurent cela comme une humiliation et ont appelé à un plébiscite en Vénétie, leur permettant de décider de rejoindre ou non le royaume d'Italie, de sorte que l'on puisse dire que Venise rejoignit la nation italienne de son plein gré. Le traité a également contraint l'Italie à payer une indemnité pour chaque fort autrichien présent en Vénétie, les obligeant ainsi à assumer la dette publique que la Vénétie avait accumulée sous le contrôle autrichien, mais obligeait l'Autriche à reconnaître formellement l'existence du royaume d'Italie.

## Conséquences du traité
Pour l'Autriche, le traité de Vienne et concomitamment le traité de Prague avec la Prusse étaient des humiliations nationales. Un général autrichien fit remarquer « que nous [l'Autriche] sommes tombés au niveau de la Turquie ». À la suite de la double défaite face à la Prusse et à l'Italie, le gouvernement autrichien contracta une dette publique massive, plongeant le gouvernement dans la tourmente. Avec l'Empire au bord de l'effondrement, le gouvernement viennois fut contraint de participer au compromis austro-hongrois de 1867, qui a forcé le gouvernement autrichien à accorder une autonomie significative à la partie hongroise de l'Empire. L'Empire fut rebaptisé Empire austro-hongrois, en découla une plus grande égalité entre les peuples magyarophones et germanophones de l'Empire. Avec la perte de la Vénétie, l'influence autrichienne sur la péninsule italienne établie par le congrès de Vienne pris fin. L'Autriche était devenue aux yeux de l'Europe une grande puissance de second ordre.
Le traité a apporté à l'État italien un plus grand prestige et a élevé sa position diplomatique en Europe en tant que grande puissance. Cependant, en raison de la piètre performance de l’Italie pendant la guerre, l’Autriche a pu conserver plusieurs cols stratégiques et sommets des Alpes. Cela aurait de sérieuses implications stratégiques pour l'Italie pendant la Première Guerre mondiale lors des combats sur le front alpin contre l'Autriche.

## Risorgimento
Le traité de Vienne a été une étape clef du Risorgimento (unification de l'Italie), en faisant entrer la Vénétie dans l'État italien. Bien que le traité garantisse la Vénétie pour l'Italie, de nombreux nationalistes italiens, y compris Garibaldi, ne pensaient pas que l'Italie avait gagné suffisamment de territoire, beaucoup espérant que le traité permettrait également l'annexion du Trieste et du Trentin, certains allant plus loin. revendiquant le Tyrol du Sud, l'Istrie et la Dalmatie. Cette déception est devenue le moteur de l'irrédentisme italien à la fin du XIXe siècle, et c'est cette revendication qui sera la principale cause de l’entrée de l’Italie dans la Première Guerre mondiale contre l’Autriche-Hongrie. Après le traité de Saint-Germain-en-Laye (1919), les ambitions territoriales de l'Italie seraient partiellement remplies avec l'acquisition du Trentin-Haut-Adige et du Trieste (conservés après la Seconde Guerre mondiale), de l'Istrie, de quatre îles (Cherso, Unia, Lussino et Lagosta) et de Zara en Dalmatie (récupérées par la Yougoslavie après la Seconde Guerre mondiale).